# Relazioni bilaterali tra Botswana e Corea del Nord
Le relazioni tra Botswana e Corea del Nord si riferiscono alla relazione attuale e storica tra il Botswana e la Repubblica Popolare Democratica di Corea (DPRK), comunemente nota come Corea del Nord. I due paesi non hanno mai mantenuto una ambasciata nelle rispettive capitali dalla sospensione delle relazioni diplomatiche nel febbraio 2014.